# Rechaiga
Rechaiga là một đô thị thuộc tỉnh Tiaret, Algérie. Dân số thời điểm năm 2002 là 15.709 người.